# راست‌روده

دستگاه گوارش انسان

راست‌روده یا رِکتوم یا باریک روده  (به انگلیسی: rectum) بخش پایانی روده بزرگ در انسان است. پیش از این خم‌روده (کولون سیگموئید) و بعد از این قسمت مقعد (آنوس) قرار دارد. نقطه آغاز آن در سومین مهره استخوان خاجی (ساکرال) است. طول این مجرا ۱۲ تا ۲۰ سانتی‌متر است و بخش زیرین آن گشاد می‌شود و آمپول راست‌روده‌ای نام دارد. ماهیچه‌های این بخش روده بزرگ هم مانند دیگر بخش‌های روده اند، که الیاف طولی بیرون و الیاف حلقوی درون قرار دارند.

## پیرامونی‌های راست‌روده
سطح قدامی: صفاق یا پریتونئوم فقط در بالا آنرا میپوشاند. در پایین در مرد و زن متفاوت است. در مرد، پریتونئوم بالا رفته و بن بست رکتو وزیکال را می‌سازد. در قسمت پایین آن پروستات و مجاری دفرنس Ductus defrens، بخش انتهایی میزنای و سمینال وزیکل مجاورت دارد. در زن، پریتونئوم بالا رفته و بن‌بست دوگلاس (رکتو اوترین) را میسازد. در قسمت قدامی و تحتانی با سطح خلفی مهبل تماس دارد.
سطح خلفی: اصولاً با استخوان خاجی تماس دارد.

## بیماری‌های راست‌روده
بیماری‌های کولورکتال اصولاً با هم مورد بررسی قرار می‌گیرند. بیماری‌های عمدهٔ این قسمت از دیدگاه جراحی از این قرارند: تومورهای خوش‌خیم و بدخیم کولورکتال، بیماری دیورتیکولار، آنژیودیسپلازی، IBD، کولیت سودوممبرانوس (کولیت به‌دلیل آنتی‌بیوتیک)، کولیت ایسکمیک، پیچ‌خوردگی روده (Volvulus)، عدم کارآیی آنورکتوم، بیماری‌های خوش‌خیم آنورکتال. *

## اهمیت بالینی

### معاینه رکتوم
معاینه رکتوم ممکن است برای تشخیص شرایط مختلف انجام شود، از جمله:
- نهفتگی مدفوع
- سرطان پروستات و هیپرتروفی خوش خیم پروستات در مردان
- بی اختیاری مدفوع
- هموروئید داخلی

#### تکنیک های تصویربرداری
به غیر از معاینه رکتوم، از اشکال مختلف تصویربرداری پزشکی برای بررسی رکتوم استفاده می شود. این شامل:
- سی تی اسکن
- اسکن های ام آر آی

#### آندوسکوپی
از تکنیک های آندوسکوپی مانند کولونوسکوپی، سیگموئیدوسکوپی و پروکتوسکوپی برای مشاهده مستقیم رکتوم استفاده می شود. این روش ها همچنین ممکن است امکان بیوپسی را برای تشخیص بیشتر فراهم کنند.

#### اندازه گیری دمای مقعدی
اندازه گیری دمای رکتوم یکی دیگر از کاربردهای معاینه رکتوم است که در آن دماسنج برای اندازه گیری دمای بدن در رکتوم قرار می گیرد. این روش کمی تهاجمی تر از اندازه گیری های دهانی یا زیر بغل است.

### تجویز دارو از طریق رکتوم
داروها را می توان از طریق رکتوم با استفاده از شیاف یا تنقیه تجویز کرد . این مسیر اغلب برای داروهایی که نیاز به فعالیت سیستمیک دارند، زمانی که تجویز خوراکی امکان پذیر نیست، استفاده می شود .

### یبوست
یبوست می تواند ناشی از عوامل مختلفی باشد که یکی از دلایل رایج آن نهفتگی مدفوع در رکتوم است. سایر علل بالقوه شامل تنگ شدن روده، بیماری های موضعی، مسائل مربوط به کنترل عصبی، عوارض جانبی داروها و برخی شرایط سیستمیک است. 
بررسی یبوست شامل آزمایش خون، معاینات دیجیتال رکتوم و آزمایش های تصویربرداری بالقوه است. درمان به طور کلی شامل تغییرات سبک زندگی و رژیم غذایی، هیدراتاسیون، ورزش و فیبر غذایی است. ملین ها، تنقیه و تخلیه دستی ممکن است در موارد مداوم ضروری باشد.

### التهاب
التهاب مقعد و رکتوم به عنوان پروکتیت شناخته می شود و می تواند یکی از علائم بیماری های التهابی روده مانند کولیت اولسراتیو باشد. سرطان رکتوم، شکلی از سرطان کولورکتال، به طور خاص رکتوم را تحت تاثیر قرار می دهد.

### سایر بیماری های رکتوم
سایر بیماری‌هایی که رکتوم را تحت تأثیر قرار می‌دهند عبارتند از افتادگی رکتوم، که اغلب به عضلات ضعیف کف لگن مربوط می‌شود، و ایسکمی مزانتریک، به‌ویژه در اطراف نقطه سودک ، یک منطقه حوضه آبخیز مستعد ایسکمی.